# Lixophaga cinctella
Lixophaga cinctella är en tvåvingeart som först beskrevs av Louis-Paul Mesnil 1957.  Lixophaga cinctella ingår i släktet Lixophaga och familjen parasitflugor. Inga underarter finns listade i Catalogue of Life.